# Flor Van Uytsel
Flor Van Uytsel est un ancien footballeur belge, né le 22 octobre 1950. Il évolue comme médian. Il évolue, entre autres, au Lierse et à Berchem Sport.

## Biographie
Formé à Westerlo, qui milite à cette époque en Promotion, Van Uytsel est transféré au Lierse en 1972. Il joue six saisons avec les "Pallieters", participant à la Coupe des coupes lors de la saison 1976-1977 (deux matchs joués).
Il rejoint ensuite Berchem Sport, où il met un terme à sa carrière en 1980.

## Palmarès et faits marquants
- Finaliste de la Coupe de Belgique en 1976

## Sources
- (nl) Fiche du joueur dans les Archives du K. Lierse SK